# Dreiband-Europameisterschaft 2011

Logo CEB (ausrichtender Verband)

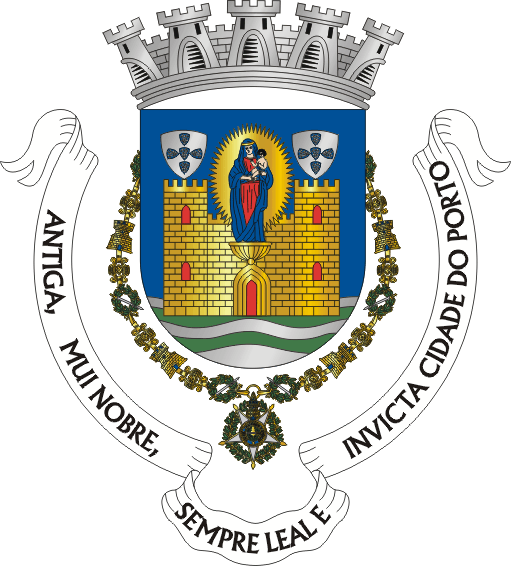
Veranstaltungsort: Porto

Die Dreiband-Europameisterschaft 2011 war das 68. Turnier in dieser Disziplin des Karambolagebillards und fand vom 16. bis zum 19. Juni 2011 in Porto statt. Es war die sechste Dreiband-EM in Portugal.

## Geschichte
Die 68. Europameisterschaft im Dreiband endete wie die 67. Im Finale trafen sich der niederländische Titelverteidiger Dick Jaspers und der Belgier Eddy Merckx wieder. Im letzten Jahr siegte Jaspers knapp mit 3:2 Sätzen. Dieses Jahr war das Finale eine einseitige Angelegenheit. Am Ende stand es nach Sätzen 3:0 für Jaspers, der im Halbfinale gegen den Belgier Frédéric Caudron die beste Partie des Turniers spielte. Der siebenmalige deutsche Meister Martin Horn spielte wieder einmal eine starke Gruppenphase. Nach einem 3:1 im Achtelfinale gegen den Niederländer Raimond Burgman kam im Viertelfinale nach durchwachsener Leistung gegen den späteren Zweiten Eddy Merckx das Aus. Eine gute Leistung lieferte auch der griechische Ex-Weltmeister Filipos Kasidokostas ab. Er verlor im Achtelfinale gegen den belgischen Kämpfer Eddy Merckx nach 2:0 Satzführung noch mit 2:3 und spielte am Ende den besten Generaldurchschnitt (GD) aller Teilnehmer.

## Modus
Gespielt wurde das Turnier mit 32 Teilnehmern. In den Gruppenspielen wurde auf zwei Gewinnsätze à 15 Points gespielt. Ab dem Achtelfinale ging es um drei Gewinnsätze pro Spiel. Platz drei wurde nicht mehr ausgespielt.

## Gruppenphase
| MP    | Match Points (Sieger = 2; Unentschieden = 1; Verlierer = 0) |
| Pkte. | Erzielte Karambolagen                                       |
| Aufn. | Benötigte Versuche                                          |
| GD    | Generaldurchschnitt                                         |
| BED   | Bester Einzeldurchschnitt eines Spielers                    |
| HS    | Höchstserie                                                 |
|       | Bester GD des Turniers                                      |
|       | Bester ED des Turniers                                      |
|       | Beste HS des Turniers                                       |
|       | 1. Platz (Gold)                                             |
|       | 2. Platz (Silber)                                           |
|       | 3. Platz (Bronze)                                           |

| Abschlusstabelle Gruppe A | Abschlusstabelle Gruppe A | Abschlusstabelle Gruppe A | Abschlusstabelle Gruppe A | Abschlusstabelle Gruppe A | Abschlusstabelle Gruppe A | Abschlusstabelle Gruppe A | Abschlusstabelle Gruppe A | Abschlusstabelle Gruppe A |
| Platz                     | Name                      | MP                        | SV                        | Pkt.                      | Aufn.                     | GD                        | BED                       | HS                        |
| ------------------------- | ------------------------- | ------------------------- | ------------------------- | ------------------------- | ------------------------- | ------------------------- | ------------------------- | ------------------------- |
| 1                         | Dick Jaspers              | 6                         | 6:1                       | 97                        | 65                        | 1,492                     | 1,875                     | 8                         |
| 2                         | Sameh Sidhom              | 4                         | 5:3                       | 104                       | 78                        | 1,333                     | 1,357                     | 9                         |
| 3                         | Antonio Ortiz             | 2                         | 3:4                       | 67                        | 69                        | 0,971                     | 1,111                     | 7                         |
| 4                         | Arie Salomon              | 0                         | 0:6                       | 39                        | 73                        | 0,534                     | –                         | 3                         |

| Abschlusstabelle Gruppe B | Abschlusstabelle Gruppe B | Abschlusstabelle Gruppe B | Abschlusstabelle Gruppe B | Abschlusstabelle Gruppe B | Abschlusstabelle Gruppe B | Abschlusstabelle Gruppe B | Abschlusstabelle Gruppe B | Abschlusstabelle Gruppe B |
| Platz                     | Name                      | MP                        | SV                        | Pkt.                      | Aufn.                     | GD                        | BED                       | HS                        |
| ------------------------- | ------------------------- | ------------------------- | ------------------------- | ------------------------- | ------------------------- | ------------------------- | ------------------------- | ------------------------- |
| 1                         | Eddy Merckx               | 6                         | 6:1                       | 95                        | 72                        | 1,319                     | 1,666                     | 6                         |
| 2                         | Andreas Efler             | 4                         | 5:2                       | 88                        | 83                        | 1,060                     | 1,111                     | 5                         |
| 3                         | Michel Boulaz             | 2                         | 2:4                       | 52                        | 74                        | 0,702                     | 0,967                     | 4                         |
| 4                         | Ramon Hamm                | 0                         | 0:6                       | 34                        | 87                        | 0,390                     | –                         | 3                         |

| Abschlusstabelle Gruppe C | Abschlusstabelle Gruppe C | Abschlusstabelle Gruppe C | Abschlusstabelle Gruppe C | Abschlusstabelle Gruppe C | Abschlusstabelle Gruppe C | Abschlusstabelle Gruppe C | Abschlusstabelle Gruppe C | Abschlusstabelle Gruppe C |
| Platz                     | Name                      | MP                        | SV                        | Pkt.                      | Aufn.                     | GD                        | BED                       | HS                        |
| ------------------------- | ------------------------- | ------------------------- | ------------------------- | ------------------------- | ------------------------- | ------------------------- | ------------------------- | ------------------------- |
| 1                         | Frédéric Caudron          | 6                         | 6:0                       | 90                        | 60                        | 1,500                     | 1,666                     | 6                         |
| 2                         | Paulo Andrade             | 4                         | 4:3                       | 90                        | 69                        | 1,304                     | 1,578                     | 7                         |
| 3                         | Christakis Christoforou   | 2                         | 2:4                       | 70                        | 65                        | 1,076                     | 1,000                     | 7                         |
| 4                         | Toni Hannula              | 0                         | 1:6                       | 50                        | 81                        | 0,617                     | –                         | 3                         |

| Abschlusstabelle Gruppe D | Abschlusstabelle Gruppe D | Abschlusstabelle Gruppe D | Abschlusstabelle Gruppe D | Abschlusstabelle Gruppe D | Abschlusstabelle Gruppe D | Abschlusstabelle Gruppe D | Abschlusstabelle Gruppe D | Abschlusstabelle Gruppe D |
| Platz                     | Name                      | MP                        | SV                        | Pkt.                      | Aufn.                     | GD                        | BED                       | HS                        |
| ------------------------- | ------------------------- | ------------------------- | ------------------------- | ------------------------- | ------------------------- | ------------------------- | ------------------------- | ------------------------- |
| 1                         | Torbjörn Blomdahl         | 6                         | 6:2                       | 105                       | 65                        | 1,615                     | 1,761                     | 6                         |
| 2                         | Raimond Burgman           | 4                         | 4:3                       | 98                        | 75                        | 1,324                     | 1,428                     | 8                         |
| 3                         | Thorsten Frings           | 2                         | 4:5                       | 95                        | 89                        | 1,067                     | 1,057                     | 10                        |
| 4                         | David Pennör              | 0                         | 2:6                       | 77                        | 77                        | 1,000                     | –                         | 10                        |

| Abschlusstabelle Gruppe E | Abschlusstabelle Gruppe E | Abschlusstabelle Gruppe E | Abschlusstabelle Gruppe E | Abschlusstabelle Gruppe E | Abschlusstabelle Gruppe E | Abschlusstabelle Gruppe E | Abschlusstabelle Gruppe E | Abschlusstabelle Gruppe E |
| Platz                     | Name                      | MP                        | SV                        | Pkt.                      | Aufn.                     | GD                        | BED                       | HS                        |
| ------------------------- | ------------------------- | ------------------------- | ------------------------- | ------------------------- | ------------------------- | ------------------------- | ------------------------- | ------------------------- |
| 1                         | Martin Horn               | 6                         | 6:1                       | 92                        | 50                        | 1,840                     | 2,500                     | 9                         |
| 2                         | Lütfi Çenet               | 4                         | 4:2                       | 74                        | 42                        | 1,761                     | 2,142                     | 10                        |
| 3                         | Tonny Carlsen             | 2                         | 3:4                       | 86                        | 57                        | 1,508                     | 1,785                     | 6                         |
| 4                         | Slobodan Soro             | 0                         | 0:6                       | 45                        | 44                        | 1,022                     | –                         | 4                         |

| Abschlusstabelle Gruppe F | Abschlusstabelle Gruppe F | Abschlusstabelle Gruppe F | Abschlusstabelle Gruppe F | Abschlusstabelle Gruppe F | Abschlusstabelle Gruppe F | Abschlusstabelle Gruppe F | Abschlusstabelle Gruppe F | Abschlusstabelle Gruppe F |
| Platz                     | Name                      | MP                        | SV                        | Pkt.                      | Aufn.                     | GD                        | BED                       | HS                        |
| ------------------------- | ------------------------- | ------------------------- | ------------------------- | ------------------------- | ------------------------- | ------------------------- | ------------------------- | ------------------------- |
| 1                         | Daniel Sánchez            | 6                         | 6:1                       | 95                        | 55                        | 1,727                     | 2,333                     | 11                        |
| 2                         | Filipos Kasidokostas      | 4                         | 5:3                       | 87                        | 46                        | 1,891                     | 2,727                     | 10                        |
| 3                         | Ivo Gazdos                | 2                         | 2:5                       | 62                        | 59                        | 1,050                     | 1,034                     | 6                         |
| 4                         | Jean van Erp              | 0                         | 2:6                       | 87                        | 67                        | 1,298                     | –                         | 6                         |

| Abschlusstabelle Gruppe G | Abschlusstabelle Gruppe G | Abschlusstabelle Gruppe G | Abschlusstabelle Gruppe G | Abschlusstabelle Gruppe G | Abschlusstabelle Gruppe G | Abschlusstabelle Gruppe G | Abschlusstabelle Gruppe G | Abschlusstabelle Gruppe G |
| Platz                     | Name                      | MP                        | SV                        | Pkt.                      | Aufn.                     | GD                        | BED                       | HS                        |
| ------------------------- | ------------------------- | ------------------------- | ------------------------- | ------------------------- | ------------------------- | ------------------------- | ------------------------- | ------------------------- |
| 1                         | Jérémy Bury               | 4                         | 5:3                       | 98                        | 60                        | 1,633                     | 2,727                     | 11                        |
| 2                         | Tayfun Taşdemir           | 4                         | 5:4                       | 111                       | 88                        | 1,261                     | 1,387                     | 7                         |
| 3                         | Rui Manuel Costa          | 2                         | 4:5                       | 105                       | 96                        | 1,220                     | 1,212                     | 7                         |
| 4                         | Peter de Backer           | 2                         | 3:5                       | 84                        | 74                        | 1,135                     | 1,250                     | 8                         |

| Abschlusstabelle Gruppe H | Abschlusstabelle Gruppe H | Abschlusstabelle Gruppe H | Abschlusstabelle Gruppe H | Abschlusstabelle Gruppe H | Abschlusstabelle Gruppe H | Abschlusstabelle Gruppe H | Abschlusstabelle Gruppe H | Abschlusstabelle Gruppe H |
| Platz                     | Name                      | MP                        | SV                        | Pkt.                      | Aufn.                     | GD                        | BED                       | HS                        |
| ------------------------- | ------------------------- | ------------------------- | ------------------------- | ------------------------- | ------------------------- | ------------------------- | ------------------------- | ------------------------- |
| 1                         | Jozef Philipoom           | 6                         | 6:1                       | 93                        | 43                        | 2,162                     | 2,357                     | 7                         |
| 2                         | Marco Zanetti             | 4                         | 5:2                       | 90                        | 50                        | 1,800                     | 1,875                     | 10                        |
| 3                         | Thomas Koukis             | 2                         | 2:4                       | 65                        | 53                        | 1,226                     | 1,250                     | 6                         |
| 4                         | Bálázs Léb                | 0                         | 0:6                       | 40                        | 56                        | 0,714                     | –                         | 8                         |

## Finalrunde
Im Folgenden ist der Turnierbaum der Finalrunde aufgelistet. Legende: SP/Pkte/Aufn/HS

|  | Achtelfinale         | Achtelfinale |                   |                   | Viertelfinale   | Viertelfinale |  |  | Halbfinale | Halbfinale |  |  | Finale | Finale |
|  |                      |              |                   |                   |                 |               |  |  |            |            |  |  |        |        |
|  |                      |              |                   |                   |                 |               |  |  |            |            |  |  |        |        |
|  | Frédéric Caudron     | 3/69/43/11   |                   |                   |                 |               |  |  |            |            |  |  |        |        |
|  | Tayfun Taşdemir      | 2/49/42/8    |                   |                   |                 |               |  |  |            |            |  |  |        |        |
|  | Tayfun Taşdemir      | 2/49/42/8    | Frédéric Caudron  | 3/45/24/7         |                 |               |  |  |            |            |  |  |        |        |
|  |                      |              | Frédéric Caudron  | 3/45/24/7         |                 |               |  |  |            |            |  |  |        |        |
|  |                      |              |                   |                   | Jérémy Bury     | 0/32/22/4     |  |  |            |            |  |  |        |        |
|  | Jérémy Bury          | 3/54/39/5    |                   |                   | Jérémy Bury     | 0/32/22/4     |  |  |            |            |  |  |        |        |
|  | Jérémy Bury          | 3/54/39/5    |                   |                   |                 |               |  |  |            |            |  |  |        |        |
|  | Marco Zanetti        | 2/61/38/7    |                   |                   |                 |               |  |  |            |            |  |  |        |        |
|  | Marco Zanetti        | 2/61/38/7    | Frédéric Caudron  | 0/26/14/7         |                 |               |  |  |            |            |  |  |        |        |
|  |                      |              | Frédéric Caudron  | 0/26/14/7         |                 |               |  |  |            |            |  |  |        |        |
|  |                      |              |                   | Dick Jaspers      | 3/45/16/7       |               |  |  |            |            |  |  |        |        |
|  | Dick Jaspers         | 3/57/35/10   |                   | Dick Jaspers      | 3/45/16/7       |               |  |  |            |            |  |  |        |        |
|  | Dick Jaspers         | 3/57/35/10   |                   |                   |                 |               |  |  |            |            |  |  |        |        |
|  | Lütfi Çenet          | 1/38/34/5    |                   |                   |                 |               |  |  |            |            |  |  |        |        |
|  | Lütfi Çenet          | 1/38/34/5    | Dick Jaspers      | 3/58/29/8         |                 |               |  |  |            |            |  |  |        |        |
|  |                      |              | Dick Jaspers      | 3/58/29/8         |                 |               |  |  |            |            |  |  |        |        |
|  |                      |              |                   |                   | Daniel Sánchez  | 2/47/28/6     |  |  |            |            |  |  |        |        |
|  | Daniel Sánchez       | 3/63/26/9    |                   |                   | Daniel Sánchez  | 2/47/28/6     |  |  |            |            |  |  |        |        |
|  | Daniel Sánchez       | 3/63/26/9    |                   |                   |                 |               |  |  |            |            |  |  |        |        |
|  | Sameh Sidhom         | 2/40/25/11   |                   |                   |                 |               |  |  |            |            |  |  |        |        |
|  | Sameh Sidhom         | 2/40/25/11   | Dick Jaspers      | 3/45/31/8         |                 |               |  |  |            |            |  |  |        |        |
|  |                      |              | Dick Jaspers      | 3/45/31/8         |                 |               |  |  |            |            |  |  |        |        |
|  |                      |              |                   | Eddy Merckx       | 0/34/29/6       |               |  |  |            |            |  |  |        |        |
|  | Martin Horn          | 3/52/34/8    |                   | Eddy Merckx       | 0/34/29/6       |               |  |  |            |            |  |  |        |        |
|  | Martin Horn          | 3/52/34/8    |                   |                   |                 |               |  |  |            |            |  |  |        |        |
|  | Raimond Burgman      | 1/43/33/9    |                   |                   |                 |               |  |  |            |            |  |  |        |        |
|  | Raimond Burgman      | 1/43/33/9    | Martin Horn       | 0/27/24/4         |                 |               |  |  |            |            |  |  |        |        |
|  |                      |              | Martin Horn       | 0/27/24/4         |                 |               |  |  |            |            |  |  |        |        |
|  |                      |              |                   |                   | Eddy Merckx     | 3/45/25/9     |  |  |            |            |  |  |        |        |
|  | Eddy Merckx          | 3/52/34/8    |                   |                   | Eddy Merckx     | 3/45/25/9     |  |  |            |            |  |  |        |        |
|  | Eddy Merckx          | 3/52/34/8    |                   |                   |                 |               |  |  |            |            |  |  |        |        |
|  | Filipos Kasidokostas | 2/60/32/9    |                   |                   |                 |               |  |  |            |            |  |  |        |        |
|  | Filipos Kasidokostas | 2/60/32/9    | Eddy Merckx       | 3/51/30/10        |                 |               |  |  |            |            |  |  |        |        |
|  |                      |              | Eddy Merckx       | 3/51/30/10        |                 |               |  |  |            |            |  |  |        |        |
|  |                      |              |                   | Torbjörn Blomdahl | 1/44/29/8       |               |  |  |            |            |  |  |        |        |
|  | Andreas Efler        | 1/38/29/6    |                   | Torbjörn Blomdahl | 1/44/29/8       |               |  |  |            |            |  |  |        |        |
|  | Andreas Efler        | 1/38/29/6    |                   |                   |                 |               |  |  |            |            |  |  |        |        |
|  | Torbjörn Blomdahl    | 3/56/30/7    |                   |                   |                 |               |  |  |            |            |  |  |        |        |
|  | Torbjörn Blomdahl    | 3/56/30/7    | Torbjörn Blomdahl | 3/45/27/9         |                 |               |  |  |            |            |  |  |        |        |
|  |                      |              | Torbjörn Blomdahl | 3/45/27/9         |                 |               |  |  |            |            |  |  |        |        |
|  |                      |              |                   |                   | Jozef Philipoom | 0/32/25/7     |  |  |            |            |  |  |        |        |
|  | Paulo Andrade        | 1/49/48/5    |                   |                   | Jozef Philipoom | 0/32/25/7     |  |  |            |            |  |  |        |        |
|  | Paulo Andrade        | 1/49/48/5    |                   |                   |                 |               |  |  |            |            |  |  |        |        |
|  | Jozef Philipoom      | 3/57/49/5    |                   |                   |                 |               |  |  |            |            |  |  |        |        |

## Abschlusstabelle
| Endklassement   | Endklassement | Endklassement           | Endklassement | Endklassement | Endklassement | Endklassement | Endklassement | Endklassement | Endklassement | Endklassement |
| Phase           | Platz         | Name                    | MP            | SV            | Pkt.          | Aufn.         | GD            | BED           | BSD           | HS            |
| --------------- | ------------- | ----------------------- | ------------- | ------------- | ------------- | ------------- | ------------- | ------------- | ------------- | ------------- |
| Finale          | 1             | Dick Jaspers            | 14:0          | 18:4          | 302           | 176           | 1,715         | 2,812         | 3,750         | 10            |
| Finale          | 2             | Eddy Merckx             | 12:2          | 15:7          | 287           | 189           | 1,518         | 1,875         | 2,500         | 10            |
| Halb- finale    | 3             | Torbjörn Blomdahl       | 10:2          | 13:6          | 250           | 151           | 1,655         | 1,866         | 2,500         | 9             |
| Halb- finale    | 3             | Frédéric Caudron        | 10:2          | 12:5          | 230           | 141           | 1,631         | 1,875         | 3,000         | 11            |
| Viertel- finale | 5             | Daniel Sánchez          | 8:2           | 11:6          | 205           | 109           | 1,880         | 2,423         | 7,500         | 11            |
| Viertel- finale | 6             | Martin Horn             | 8:2           | 9:5           | 171           | 108           | 1,583         | 2,500         | 3,000         | 9             |
| Viertel- finale | 7             | Jozef Philipoom         | 8:2           | 9:5           | 182           | 117           | 1,555         | 2,357         | 3,750         | 7             |
| Viertel- finale | 8             | Jérémy Bury             | 6:4           | 8:8           | 184           | 121           | 1,520         | 2,727         | 3,750         | 11            |
| Achtel- finale  | 9             | Marco Zanetti           | 4:4           | 7:5           | 151           | 88            | 1,715         | 1,875         | 5,000         | 10            |
| Achtel- finale  | 10            | Filipos Kasidokostas    | 4:4           | 7:6           | 147           | 78            | 1,884         | 2,727         | 3,000         | 10            |
| Achtel- finale  | 11            | Sameh Sidhom            | 4:4           | 7:6           | 144           | 103           | 1,398         | 1,357         | 3,750         | 11            |
| Achtel- finale  | 12            | Andreas Efler           | 4:4           | 6:5           | 126           | 112           | 1,125         | 1,111         | 1,875         | 6             |
| Achtel- finale  | 13            | Lütfi Çenet             | 4:4           | 5:5           | 112           | 76            | 1,473         | 2,142         | 2,142         | 11            |
| Achtel- finale  | 14            | Tayfun Taşdemir         | 4:4           | 7:7           | 160           | 130           | 1,230         | 1,387         | 1,875         | 8             |
| Achtel- finale  | 15            | Raimond Burgman         | 4:4           | 5:6           | 141           | 107           | 1,317         | 1,428         | 1,875         | 8             |
| Achtel- finale  | 16            | Paulo Andrade           | 4:4           | 5:6           | 139           | 117           | 1,188         | 1,578         | 1,875         | 7             |
| Gruppen- phase  | 17            | Tonny Carlsen           | 2:4           | 3:4           | 86            | 57            | 1,508         | 1,578         | 5,000         | 6             |
| Gruppen- phase  | 18            | Rui Manuel Costa        | 2:4           | 4:5           | 105           | 86            | 1,220         | 1,212         | 2,142         | 7             |
| Gruppen- phase  | 19            | Thorsten Frings         | 2:4           | 4:5           | 95            | 89            | 1,067         | 1,057         | 3,000         | 10            |
| Gruppen- phase  | 20            | Antonio Ortiz           | 2:4           | 3:4           | 67            | 69            | 0,971         | 1,111         | 1,500         | 3             |
| Gruppen- phase  | 21            | Thomas Koukis           | 2:4           | 2:4           | 65            | 53            | 1,226         | 1,250         | 1,363         | 6             |
| Gruppen- phase  | 22            | Christakis Christoforou | 2:4           | 2:4           | 70            | 65            | 1,076         | 1,000         | 1,071         | 4             |
| Gruppen- phase  | 23            | Michel Boulaz           | 2:4           | 2:4           | 52            | 74            | 0,702         | 0,967         | 1,071         | 4             |
| Gruppen- phase  | 24            | Ivo Gazdos              | 2:4           | 2:5           | 62            | 59            | 1,050         | 1,034         | 1,666         | 6             |
| Gruppen- phase  | 25            | Peter de Backer         | 2:4           | 3:5           | 84            | 74            | 1,135         | 1,250         | 3,750         | 8             |
| Gruppen- phase  | 26            | Jean van Erp            | 0:6           | 2:6           | 87            | 67            | 1,298         | –             | 3,750         | 6             |
| Gruppen- phase  | 27            | David Pennör            | 0:6           | 2:6           | 77            | 77            | 1,000         | –             | 3,750         | 10            |
| Gruppen- phase  | 28            | Toni Hannula            | 0:6           | 1:6           | 50            | 81            | 0,617         | –             | 1,500         | 3             |
| Gruppen- phase  | 29            | Slobodan Soro           | 0:6           | 0:6           | 45            | 44            | 1,022         | –             | –             | 4             |
| Gruppen- phase  | 30            | Bálász Léb              | 0:6           | 0:6           | 40            | 56            | 0,714         | –             | –             | 8             |
| Gruppen- phase  | 31            | Arie Salomon            | 0:6           | 0:6           | 39            | 73            | 0,534         | –             | –             | 3             |
| Gruppen- phase  | 32            | Ramon Hamm              | 0:6           | 0:6           | 34            | 87            | 0,390         | –             | –             | 3             |